# Daniszów (Gołkowice)
Daniszów – część wsi Gołkowice w Polsce, położona w województwie opolskim, w powiecie kluczborskim, w gminie Byczyna.
W latach 1975–1998 Daniszów administracyjnie należał do ówczesnego województwa opolskiego.

## Historia
W latach 1945–2020 nieoficjalnym przysiółkiem wsi była miejscowość Piaski (nad rzeką Prosną, graniczące z Golą.